# جورفان فييرا
جورفان فييرا (بالبرتغالية: Jorvan Vieira)، من مواليد 1953 في ريو دي جانيرو بالبرازيل، لاعب كرة قدم سابق ومدرب.

## عن حياته
ولد لأم برازيلية وأب برتغالي، يملك الجنسية لكل من (البرازيل، البرتغال، المغرب، بالإضافة إلى الجواز العراقي الذي ناله بعد تتويج منتخب العراق بكأس أسيا 2007)، ولكنه لا يحمل غير الجواز البرتغالي في أسفاره ويفخر به كثيرا، اعتنق الإسلام عندما كان مدربا في المغرب ويتقن ثمانية لغات من بينها العربية والفارسية، ومتزوج من مغربية تدعى خديجة فهيم وله ابن يدعى ياسين واسمه الحالي المهدي فييرا.

## مسيرته كلاعب
بعد دراسته الطب الرياضي لمدة ثلاث سنوات، بدأ حياته المهنية حيث لعب لاندية كببرة في البرازيل (فاسكو دا غاما، بوتافوجو آر جي، بالإضافة إلى نادي بورتوغيزا) وذلك في حقبة السبعينات.

## مسيرتة مدربا
أول خطوة كمدرب لفييرا هي في عام 1980 عندما أصبح مدربا لنادي قطر الرياضي لموسم واحد، ثم توجه إلى سلطنة عمان لقيادة منتخب السلطنة تحت 20 عاما لموسم 1982 - 1983، ثم انتقل إلي أفريقيا حيث امضى أكثر من ثماني سنوات في المغرب. وخلال ذلك الوقت إشتغل مع العديد من الأندية المغربية اللامعة هناك (نادي الجيش الملكي كمعد بدني بجانب مواطنه المهدي فاريا حين لفوز ببطولة الدوري عامي 1984 و1987 وكأس المغرب لعام 1984 و1985 و1986، وكأس افريقيا للأندية البطلة 1985، بالإضافة إلى الوداد البيضاوي، الاتحاد البيضاوي، واتحاد طنجة)، ثم عين فييرا كمساعدا لمدير المنتخب المغربي لكأس العالم لكرة القدم 1986 في المكسيك. جنبا إلى جنب مع مواطنة البرازيلي المهدي فاريا حيث قادا المغرب للجولة الثانية من البطولة حيث كانت مجموعة المغرب تضم كل من (انكلترا والبرتغال وبولندا) وأصبحت المغرب أول فريق أفريقي يصل للدور الثاني، ثم قام بتدريب منتخب الكويت تحت 20 عاما، قبل أن ينال الإعجاب من نادي القادسية الرياضي حين قاد الفريق في عام 1999 إذ قد حقق معه بطولة الدوري لعام 1998 - 1999، ثم تولى مهمة تدريب نادي الإسماعيلي المصري، ثم ذهب فييرا إلى ماليزيا حيث تولى قيادة منتخب ماليزيا تحت 20 عاما وذلك قبل عودته إلى سلطنة عمان حيث قاد النصر للفوز بكأس السلطان قابوس لعام 2004 - 2005، ثم قاد نادي الطائي هناك في المملكة العربية السعودية للمواسم 2005–2007 ولم يحقق مع النادي أي نتائج تذكر، ثم تعاقد مع اتحاد العراق لكرة القدم لمدة شهرين لتدريب منتخب العراق لكرة القدم واحرز معه لقب كأس الامم الأسيوية
في 26-12-2007 وقع فييرا عقد مع نادي مس كرمان الإيراني لمدة عام ومبلغ قيمتة 640000 دولار ولكن بعد أيام قليلة في وقت لاحق من يوم 29 كانون الأول / ديسمبر ألغيت الصفقة (لأسباب مالية)، وفي تاريخ 2-2-2008 وقع فييرا عقد مع نادي سباهان أصفهان لمدة 18 شهرا وذلك لقيادة الفريق في ابطال آسيا. ولكن فييرا اقيل من قبل سيباهان في 9-6-2008. أي قبل 12 شهرا من انتهاء العقد.
بعد اعلان لويس فيليبي سكولاري مغادرة منتخب البرتغال لكرة القدم، فييرا يراقب إمكانية خلف المدرب البرازيلي لقيادة المنتخب البرتغالي. ولكن لا فييرا يوقع عقدا لعام واحد (لقيادة العراق).

## إنجازاته كمدرب
- درب نادي القادسية الكويتي، وساعدهم في الفوز في الدوري الكويتي في عام 1999،
- مساعد مدرب منتخب المغرب لكرة القدم في كأس العالم لكرة القدم 1986
- درب منتخب العراق لكرة القدم منذ 22 مايو 2007 وحتى نهاية كأس آسيا 2007 إلى تحقيق لقب أبطال آسيا 2007.